# Callionymus lyra
Il dragoncello (Callionymus lyra) è un pesce di mare della famiglia Callionymidae.

## Distribuzione e habitat
Si incontra nel mar Mediterraneo, nel mar Nero e nell'Oceano Atlantico orientale tra le isole Canarie e la Norvegia ed Islanda. Nella Manica e nel mar del Nord è comunissimo mentre è raro nei mari italiani ed assente nel mar Adriatico.

Vive su fondi sabbiosi e fangosi tra 5 e 100 metri di profondità.

## Descrizione
Ha il corpo affusolato ed allungato, con bocca piccola sita all'apice di un muso abbastanza lungo (molto più lungo nel maschio). Gli occhi sono sporgenti sul profilo superiore della testa. L'opercolo branchiale ha una forte spina con 3 punte rivolte in alto ed una rivolta in basso. Le pinne dorsali sono due, la prima breve e molto alta e filiforme (nel maschio) o più bassa della seconda (femmine), che è rettangolare. La pinna caudale è ampia e spatolata, la pinna anale è opposta alla seconda dorsale e più bassa. Pinne pettorali e pinne ventrali ampie.

l colore di fondo è bruno, più scuro nelle femmine, che hanno macchie più scure sui lati e puntini bianchi su tutto il corpo mentre nei maschi tutto il corpo è coperto di vistose linee blu e da macchie gialle. La seconda pinna dorsale nel maschio porta da 3 a 5 linee azzurre parallele. Nella femmina la prima pinna dorsale non è nera.

Il maschio adulto raggiunge 30 cm, le femmine non più di 25.

## Alimentazione
Si ciba di invertebrati bentonici come molluschi, crostacei e policheti.

## Riproduzione
Avviene tra gennaio e agosto. Prima della deposizione delle uova la coppia compie un complicato rituale di corteggiamento che consiste in una vera e propria danza dopo di che l'emissione dei gameti avviene con il maschio e la femmina appoggiati ventre a ventre.

## Pericoli
Le spine opercolari sono velenose e causano ferite molto dolorose che si cicatrizzano molto lentamente.

## Pesca
Si cattura occasionalmente con sciabiche o tramagli ma non ha valore alimentare o commerciale.